# Fritz Herkenrath
Friedrich «Fritz» Herkenrath (Colonia, República de Weimar, 9 de septiembre de 1928-Aquisgrán, Alemania, 18 de abril de 2016) fue un futbolista y profesor alemán. En su etapa como jugador profesional se desempeñaba como guardameta.
Inicialmente, Herkenrath era jugador de balonmano, desempeñándose como extremo derecho, aunque ocasionalmente también jugaba como portero. Poco después de la Segunda Guerra Mundial, decidió cambiar el balonmano por el fútbol. Comenzó a estudiar en la Escuela Superior de Deportes de Alemania, donde se encontró con Sepp Herberger, quien era tutor allí.
Tras su retiro como jugador, trabajó como profesor en la Universidad Técnica de Aquisgrán y en la Universidad de Düsseldorf.

## Selección nacional
Fue internacional con la selección de Alemania Federal en 21 ocasiones. Estuvo en la lista para la Copa Mundial de 1954, pero prefirió irse de gira por Sudamérica con el Rot-Weiss Essen. Finalmente, la selección alemana se consagró campeona en Suiza, perdiendo Herkenrath la posibilidad de haber sido campeón del mundo. Participó en la Copa del Mundo de 1958, donde el combinado teutón obtuvo el cuarto lugar.

### Participaciones en Copas del Mundo
| Mundial                        | Sede   | Resultado    | Partidos | Goles |
| ------------------------------ | ------ | ------------ | -------- | ----- |
| Copa Mundial de Fútbol de 1958 | Suecia | Cuarto lugar | 5        | 0     |

## Clubes
| Club              | País             | Año       |
| ----------------- | ---------------- | --------- |
| Preußen Dellbrück | Alemania Federal | 1946-1951 |
| 1. FC Colonia     | Alemania Federal | 1951-1952 |
| Rot-Weiss Essen   | Alemania Federal | 1952-1962 |

## Palmarés

### Campeonatos regionales
| Título        | Club            | País             | Año  |
| ------------- | --------------- | ---------------- | ---- |
| Oberliga West | Rot-Weiss Essen | Alemania Federal | 1955 |

### Campeonatos nacionales
| Título            | Club            | País             | Año  |
| ----------------- | --------------- | ---------------- | ---- |
| Copa de Alemania  | Rot-Weiss Essen | Alemania Federal | 1953 |
| Campeonato alemán | Rot-Weiss Essen | Alemania Federal | 1955 |